# Pinkas Braun
Pinkas Braun (Zúrich, Suiza; 7 de junio de 1923 en – Múnich, Alemania; 24 de junio de 2008) fue un actor suizo. Apareció en 70 películas entre 1952 y 2002.
Braun creció como hijo de inmigrantes judíos en Suiza y rompió con el aprendizaje de 16 años de negocio para convertirse en actor. Recibió su formación de actor en el Schauspielhaus Zürich, donde fue contratado de 1948 a 1956.